# Monsters and Robots
Monsters and Robots è il quinto album in studio del chitarrista statunitense Buckethead, pubblicato il 20 aprile 1999 dalla Higher Octave.

## Descrizione
Una buona parte dell'album è stata composta in sinergia con Les Claypool, il quale ha suonato il basso in diverse tracce e ha prestato la sua voce nel brano The Ballad of Buckethead.
Buckethead ha presentato per la prima volta questo album all'apertura del concerto dei Primus ad Ottobre e Novembre 1999.
Monsters and Robots è inoltre elencato nel catalogo della Biblioteca nazionale tedesca e alcune statistiche aggiornate lo vedono come il disco più venduto nella carriera solista di Buckethead.

### The Ballad of Buckehead
Il brano The Ballad of Buckethead fu scelto da Buckethead per promuovere l'album. Il video del brano, realizzato dall'artista Dave McKean con tecniche di modellazione 3D, ottenne una nomination per il "miglior artista di rock moderno" ai Billboard's Music Video Awards. Inoltre, il brano venne anche scelto da Buckethead per presentare l'album nei concerti dei Primus del 1999.
The Ballad of Buckethead è uno dei pochi brani non strumentali della discografia di Buckethead. Il testo racconta la vita (immaginaria) di Buckethead, così come ripresa poi nella sezione autobiografica del suo sito ufficiale e da altri riferimenti nella discografia del chitarrista, secondo cui Buckethead sarebbe cresciuto in gabbia in un allevamento di polli gestito da crudeli padroni, per poi trovare la libertà dando fuoco all'allevamento e diventare prima un burattinaio e poi un chitarrista.

## Tracce
Testi e musiche di Buckethead.
1. Jump Man – 4:20
2. Stick Pit – 3:39
3. The Ballad of Buckethead – 3:59
4. Sow Thistle – 4:30
5. Revenge of the Double-Man – 3:33
6. Night of The Slunk – 5:43
7. Who Me? – 2:08
8. Jowls – 4:25
9. The Shape vs. Buckethead – 5:40
10. Stun Operator – 4:15
11. Scapula – 4:04
12. Nun Chuka Kata – 4:28

Traccia bonus nell'edizione giapponese
1. Remote Viewer – 4:18

## Formazione
Musicisti
- Buckethead – chitarra, basso (tracce 1, 8 e 11)
- Les Claypool – basso (tracce 2, 3, 5, 10, 12 e 13), voce (traccia 3)
- Brain – batteria (tracce 2, 3, 5, 8, 10-13)
- Phonosychograph Disk – giradischi, effetti sonori (tracce 3, 5, 8, 10, 12 e 13)
- Bootsy Collins – voce (tracce 1, 4 e 9)
- Ovi-Wey – rapping (traccia 9)
- DJ Eddie Def – giradischi (tracce 4 e 9)
- Max Robertson – voce (traccia 9)
- The Chicken Scratch Choir – cori (traccia 3)

Produzione
- Bill Laswell – produzione (traccia 6)
- Extrakd – produzione (tracce 4 e 9)